# Ircinia
Ircinia är ett släkte av svampdjur. Ircinia ingår i familjen Irciniidae.

## Bildgalleri

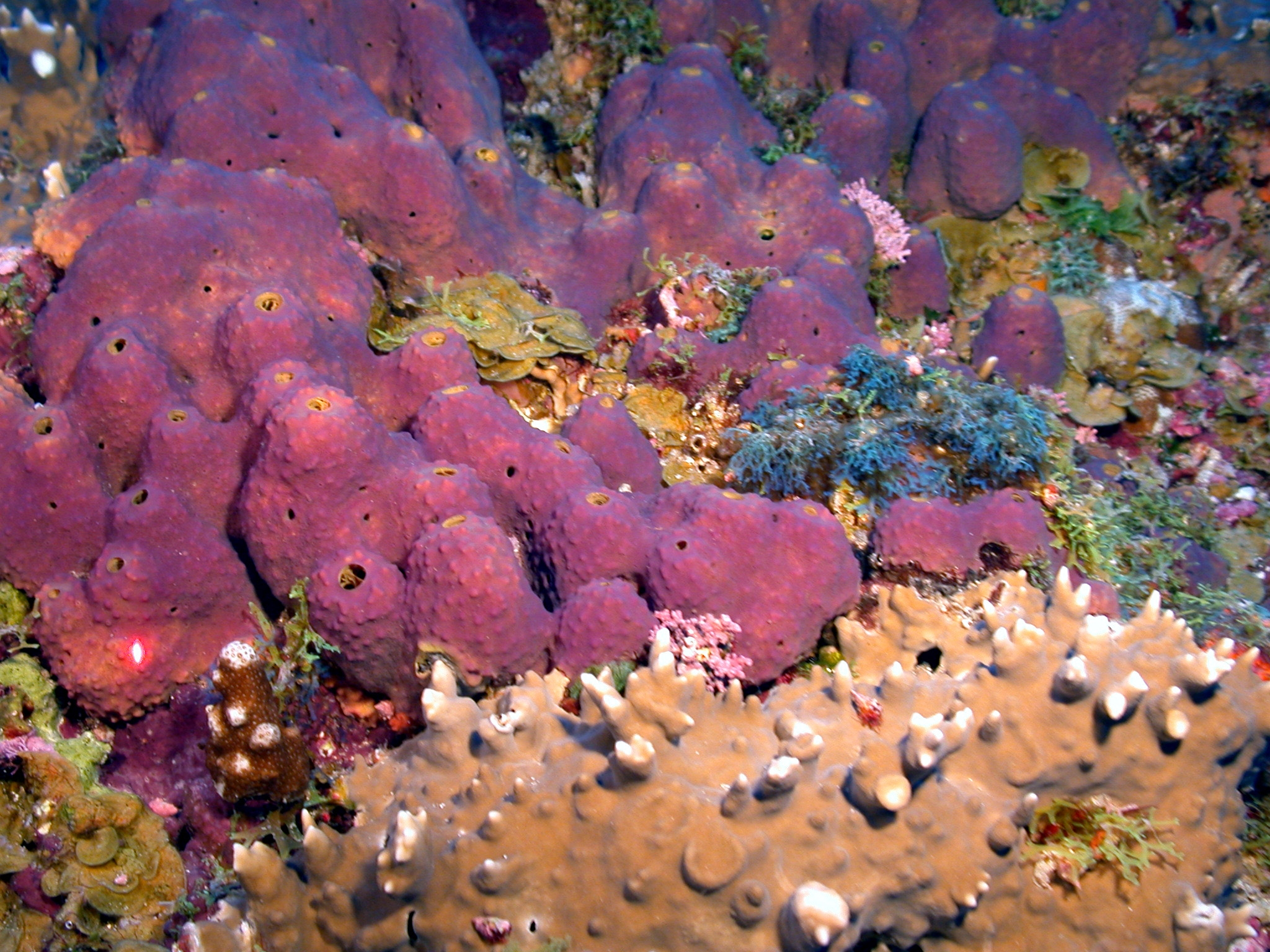

## Dottertaxa tillIrcinia, i alfabetisk ordning[1]
- Ircinia akaroa
- Ircinia anomala
- Ircinia arbuscula
- Ircinia aruensis
- Ircinia arundinacea
- Ircinia atrovirens
- Ircinia aucklandensis
- Ircinia cactiformis
- Ircinia cactus
- Ircinia caliculata
- Ircinia campana
- Ircinia chevreuxi
- Ircinia clathrata
- Ircinia clavata
- Ircinia collectrix
- Ircinia condensa
- Ircinia conulosa
- Ircinia cuspidata
- Ircinia cylindracea
- Ircinia dendroides
- Ircinia dickinsoni
- Ircinia digitata
- Ircinia echinata
- Ircinia ectofibrosa
- Ircinia favosa
- Ircinia felix
- Ircinia filamentosa
- Ircinia fistulosa
- Ircinia flagelliformis
- Ircinia friabilis
- Ircinia fusca
- Ircinia hummelincki
- Ircinia intertexta
- Ircinia irregularis
- Ircinia lendenfeldi
- Ircinia lingua
- Ircinia marginalis
- Ircinia microconulosa
- Ircinia mutans
- Ircinia novaezealandiae
- Ircinia oligoceras
- Ircinia oros
- Ircinia pauciarenaria
- Ircinia paucifilamentosa
- Ircinia paupera
- Ircinia pellita
- Ircinia pilosa
- Ircinia pinna
- Ircinia procumbens
- Ircinia ramodigitata
- Ircinia ramosa
- Ircinia rectilinea
- Ircinia reteplana
- Ircinia retidermata
- Ircinia rubra
- Ircinia schulzei
- Ircinia selaginea
- Ircinia solida
- Ircinia spiculosa
- Ircinia stipitata
- Ircinia strobilina
- Ircinia subaspera
- Ircinia tintinnabula
- Ircinia tristis
- Ircinia truncata
- Ircinia tuberosa
- Ircinia turrita
- Ircinia undulans
- Ircinia vallata
- Ircinia variabilis
- Ircinia verrucosa
- Ircinia vestibulata
- Ircinia wistarii